# Sitting, Waiting, Wishing
"Sitting, Waiting, Wishing" é uma canção do músico norte-americano Jack Johnson. A canção é a sexta no álbum In Between Dreams que foi lançado em setembro de 2005. A canção foi liberado como single em março de 2005.
A canção conta a história de um homem que ama muito uma mulher mas ele não consegue sucesso com ela por mais que tente. O homem fala como eles estão destinados a ficar juntos e mesmo ele amando ela, ela não o ama de volta; que é mostrado no trecho "building me up, you keep shooting me down" (pt: "continua me elogiando, e depois me derrubando").
A parte final da canção diz que ele está ficando cansado de ama-la e não ganhando nada em retorno e que ela só o esta fazendo de bobo.
O video clipe mostra uma narração reversa, iqual a do video clipe do Coldplay, "The Scientist". A canção foi inspirada em um amigo de Jack que estava atrás de uma mulher.
O single "Sitting, Waiting, Wishing" só se tornou um sucesso no Reino Unido depois que foi relançado e chegou no Top 75 depois que Jack Johnson apareceu no BRIT Awards de 2006 na ITV1. O single se tornou um sucesso antes do lançamento de "Better Together". A canção acabou sendo indicada ao Grammy Awards na categoria Best Male Pop Vocal Performance ("Melhor Performance Pop de um Vocal Masculino"). Além disso, a canção também foi nomeada a Best Male Video no MTV Video Music Awards do Japão em 2006.
Em 4 de Março de 2011, a canção foi regravada por Brian Fallon of The Gaslight Anthem para um segmento da estação de rádio australiana Triple J alternativa chamada  Like A Version. No mesmo ano, ganhou uma versão rockabilly no álbum Rock’n’Roll Therapy de Dick Brave & The BackBeats, projeto do cantor alemão Sascha Schmitz.

## Bastidores
| “              | Um amigo meu estava interessado numa garota chamada Michelle," disse Johnson, "e eu tentei escrever uma música que o ajudasse a rir de si mesmo porque ele estava gastando muito tempo tentando ficar com ela e obviamente não estava indo a lugar nenhum. Então acho que fiz isso para alegrar um amigo. | ” |
| — Jack Johnson | |   |

## Faixas
| CD single |                                    |         |  |
| N.º       | Título                             | Duração |  |
| 1.        | "Sitting, Waiting, Wishing"        | 3:09    |  |
| 2.        | "Free" (com Donavon Frankenreiter) | 2:35    |  |

| Versão alemã |                                    |         |  |
| N.º          | Título                             | Duração |  |
| 1.           | "Sitting, Waiting, Wishing"        | 3:09    |  |
| 2.           | "Free" (com Donavon Frankenreiter) | 2:35    |  |
| 3.           | "Give It To You" (com G.Love)      | 3:22    |  |
| 4.           | "Taylor" (Video)                   |         |  |

## Paradas de sucesso
| Paradas                           | Melhor posição |
| --------------------------------- | -------------- |
| Austrália Singles Chart           | 24             |
| Áustria Top 40                    | 51             |
| Alemanha Media Control Charts     | 82             |
| Países Baixos Mega Single Top 100 | 67             |
| Nova Zelândia Singles Chart       | 25             |
| UK Singles Chart                  | 65             |
| Billboard Hot 100                 | 66             |
| Billboard Modern Rock Tracks      | 25             |